# 知内小谷石中継局
知内小谷石テレビ中継局（しりうちこたにいしテレビちゅうけいきょく）は、北海道上磯郡知内町に置かれているテレビ中継局。

## 概要
- 函館基幹局からの電波が受信しにくいため、知内町小谷石無番地に置かれ、小谷石地区へ電波を発射している。なお、知内町の大半地域では、函館送信所からの電波を受信している。

## 中継局概要

### デジタルテレビ放送
| リモコン キーID | 放送局名             | 物理 チャンネル | 空中線 電力 | ERP  | 放送対象地域          | 放送区域 内世帯数 | 開局日          | 備考                                                      |
| --------------- | -------------------- | --------------- | ----------- | ---- | --------------------- | ----------------- | --------------- | --------------------------------------------------------- |
| 1               | HBC 北海道放送       | 33              | 10mW        | 20mW | 北海道                | 87世帯            | 2010年 11月30日 | なし                                                      |
| 2               | NHK 函館教育         | 31              | 10mW        | 20mW | 全国                  | 87世帯            | 2010年 11月30日 | なし                                                      |
| 3               | NHK 函館総合         | 29              | 10mW        | 20mW | 道南圏 （渡島・檜山） | 87世帯            | 2010年 11月30日 | なし                                                      |
| 5               | STV 札幌テレビ放送   | 58 37           | 10mW        | 20mW | 北海道                | 87世帯            | 2010年 11月30日 | 赤数字は、 2011年11月28日 まで送信されていた チャンネル。 |
| 6               | HTB 北海道テレビ放送 | 49 39           | 10mW        | 20mW | 北海道                | 87世帯            | 2010年 11月30日 | 赤数字は、 2011年11月28日 まで送信されていた チャンネル。 |
| 7               | TVh テレビ北海道     | 61 43           | 10mW        | 20mW | 北海道                | 87世帯            | 2010年 11月30日 | 赤数字は、 2011年11月28日 まで送信されていた チャンネル。 |
| 8               | UHB 北海道文化放送   | 62 41           | 10mW        | 20mW | 北海道                | 87世帯            | 2010年 11月30日 | 赤数字は、 2011年11月28日 まで送信されていた チャンネル。 |

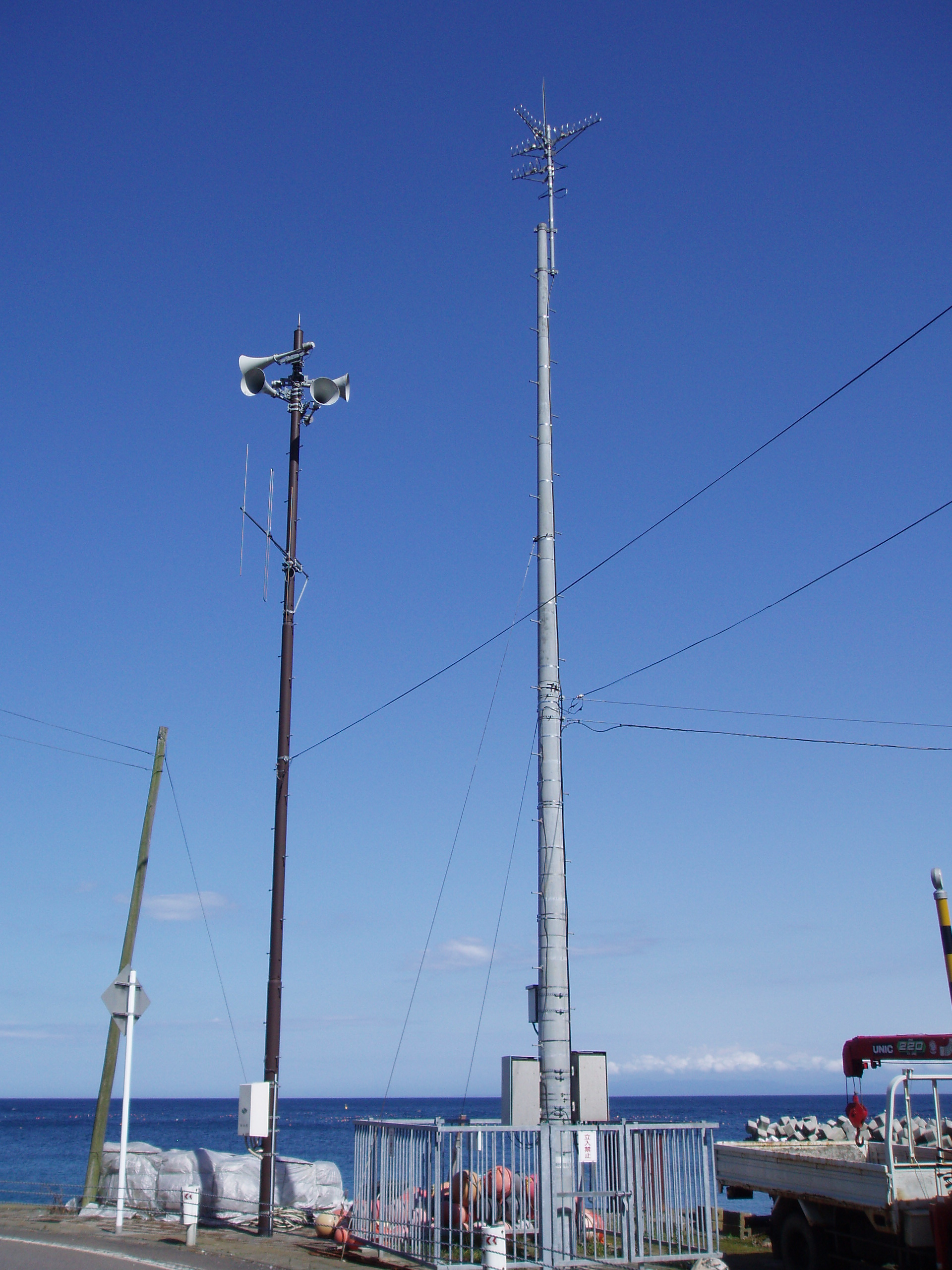
知内小谷石中継局

- NHK函館は2010年（平成22年）7月7日、在札民放は11月18日にそれぞれ予備免許が交付され、NHK・民放とも11月24日から試験放送を開始し、11月30日に本免許が交付された。

### アナログテレビ放送
| チャンネル | 放送局名             | 空中線 電力         | ERP                 | 偏波面   | 放送対象地域          | 放送区域 内世帯数 |
| ---------- | -------------------- | ------------------- | ------------------- | -------- | --------------------- | ----------------- |
| 37         | UHB 北海道文化放送   | 映像100mW/ 音声25mW | 映像300mW/ 音声76mW | 水平偏波 | 北海道                | -                 |
| 39         | HTB 北海道テレビ放送 | 映像100mW/ 音声25mW | 映像300mW/ 音声76mW | 水平偏波 | 北海道                | -                 |
| 41         | STV 札幌テレビ放送   | 映像100mW/ 音声25mW | 映像300mW/ 音声76mW | 水平偏波 | 北海道                | -                 |
| 43         | HBC 北海道放送       | 映像100mW/ 音声25mW | 映像300mW/ 音声76mW | 水平偏波 | 北海道                | -                 |
| 45         | NHK 函館総合         | 映像100mW/ 音声25mW | 映像300mW/ 音声76mW | 水平偏波 | 道南圏 （渡島・檜山） | -                 |
| 47         | NHK 函館教育         | 映像100mW/ 音声25mW | 映像300mW/ 音声76mW | 水平偏波 | 全国                  | -                 |
| 52         | TVh テレビ北海道     | 映像100mW/ 音声25mW | 映像300mW/ 音声76mW | 水平偏波 | 北海道                | -                 |

- 2011年（平成23年）7月24日をもってすべて廃止された。

## その他
- 地上デジタルテレビジョン放送は2010年（平成22年）11月30日に開局した。民放は当初自力建設困難となっていた。場所により、函館基幹局、NHK青森放送局・在青民放（青森本局または今別中継局）からの電波が受信できる地域もある[要出典]。